# 高槻市立日吉台小学校

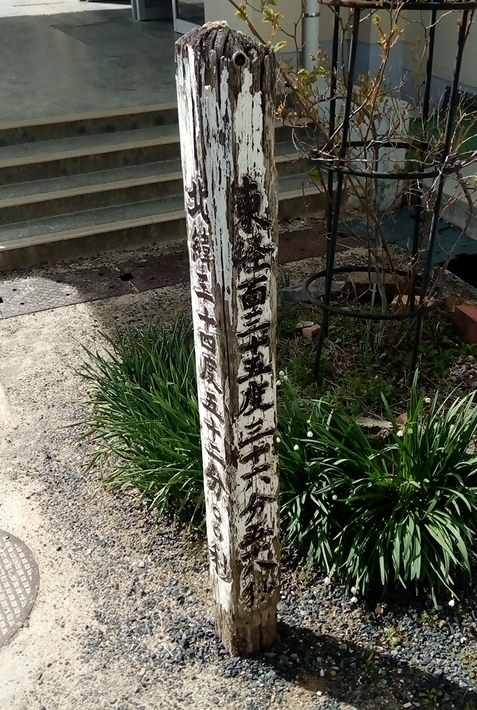
校内設置の緯度経度の標
東経135度36分58秒
北緯34度52分00秒
(海抜82メートル)
※実際の緯度経度とは若干の表示誤差がある

高槻市立日吉台小学校（たかつきしりつ ひよしだいしょうがっこう）は、大阪府高槻市日吉台一番町にある公立小学校。

## 沿革
1960年代から急速に開発された日吉台、弥生が丘などのニュータウンに流入する人口の肥大化に対応する為、それまで芥川小学校の学区であった真上町、天神町の一部、磐手小学校の学区の一部の分離を含めて開校された。
後の1980年代に、比較的末期に入居が始まった日吉台、弥生が丘、真上町北部や、開発が終了した芝谷町、寺谷町への新規入居者の増大、生徒数の肥大に伴い、日吉台二・三・四・五・七番町、弥生が丘、成合町の児童は、1989年4月に新設された北日吉台小学校の学区に変更・分割される。

### 年表
- 1971年4月1日 - 開校
- 1971年4月5日 - 高槻市教育委員会主催による開校式。
- 1972年2月2日 - 校歌制定
- 1986年10月 - 過大規模校解消の強い要望がP.T.A.会員より上がり、準備委員会設置。
- 1987年6月 - 市議会において新設校が決議
- 1989年4月1日 - 北日吉台小学校開校に伴い、それまでの通学区域(学区)の一部が北日吉台小学校に移管される。
- 2007年4月 - 安岡寺小学校校区の一部が日吉台小学校校区へ変更。2学期制導入

## 校章・校歌
校章は、開校当時に在籍していた同校教諭が描いた物が採用される。校章のマークは「日吉台の太陽を象徴し、日の光が八方に広がって行く、学校もそのように永遠に広がり前進していく」という意味がある。
校歌も、開校当時に在籍していた教諭が作詞・作曲した応募曲が採用される。なお開校初年度に制定された本校の「運動会のうた」も作詞作曲している。

## 通学区域
- 奥天神町1～3丁目
- 芝谷町50･53･55･65番
- 寺谷町1～13番
- 天神町1丁目15番(天神町公園以北地区のみ)
- 天神町2丁目20～29・31～35番
- 日吉台1・6番町
- 真上町5・6丁目
- 緑が丘2丁目12～15番
- 宮が谷町（但し1～7番は奥坂小）[1]

※かつて、北日吉台小学校の開校(1989年4月)以前は、日吉台＆弥生が丘全域＆成合町の一部も通学区域に含まれていた。
卒業生は高槻市立芝谷中学校へ進学する。

## 校内施設

体育館1971年10月完工
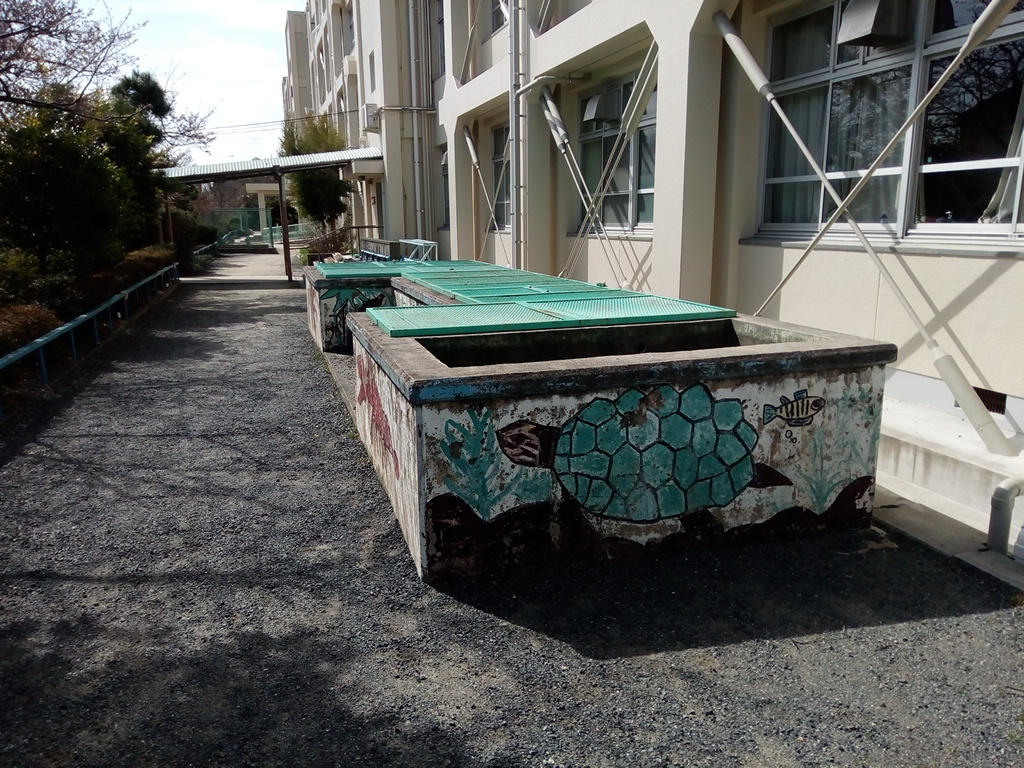
観察水槽1980年11月完成(十周年記念)
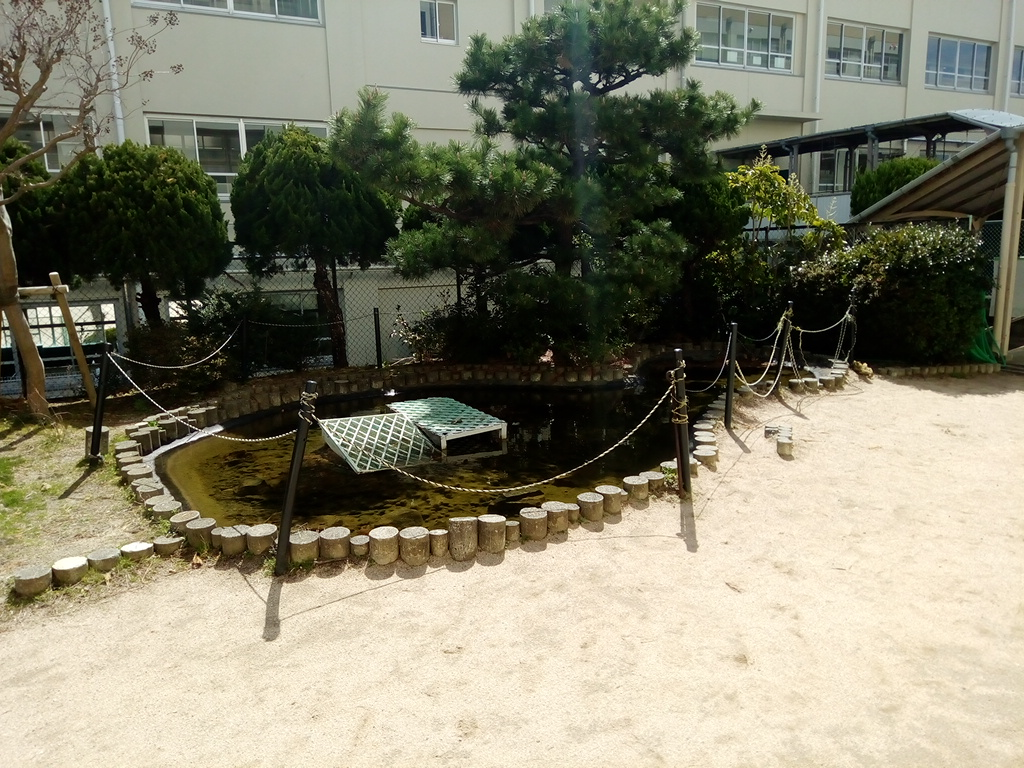
観察池1980年11月完成(十周年記念)
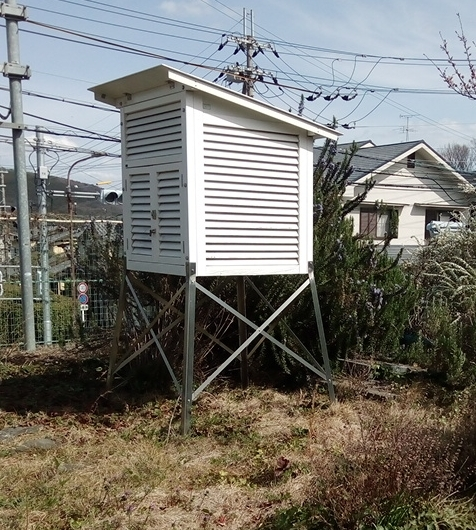
百葉箱1974年3月10日完成

## 交通アクセス
- 京都線 高槻駅 から 高槻市営バス日吉台循環JR高槻駅北行きで、日吉台口停留所下車、徒歩約5分。